# Hans-Huber-Brunnen

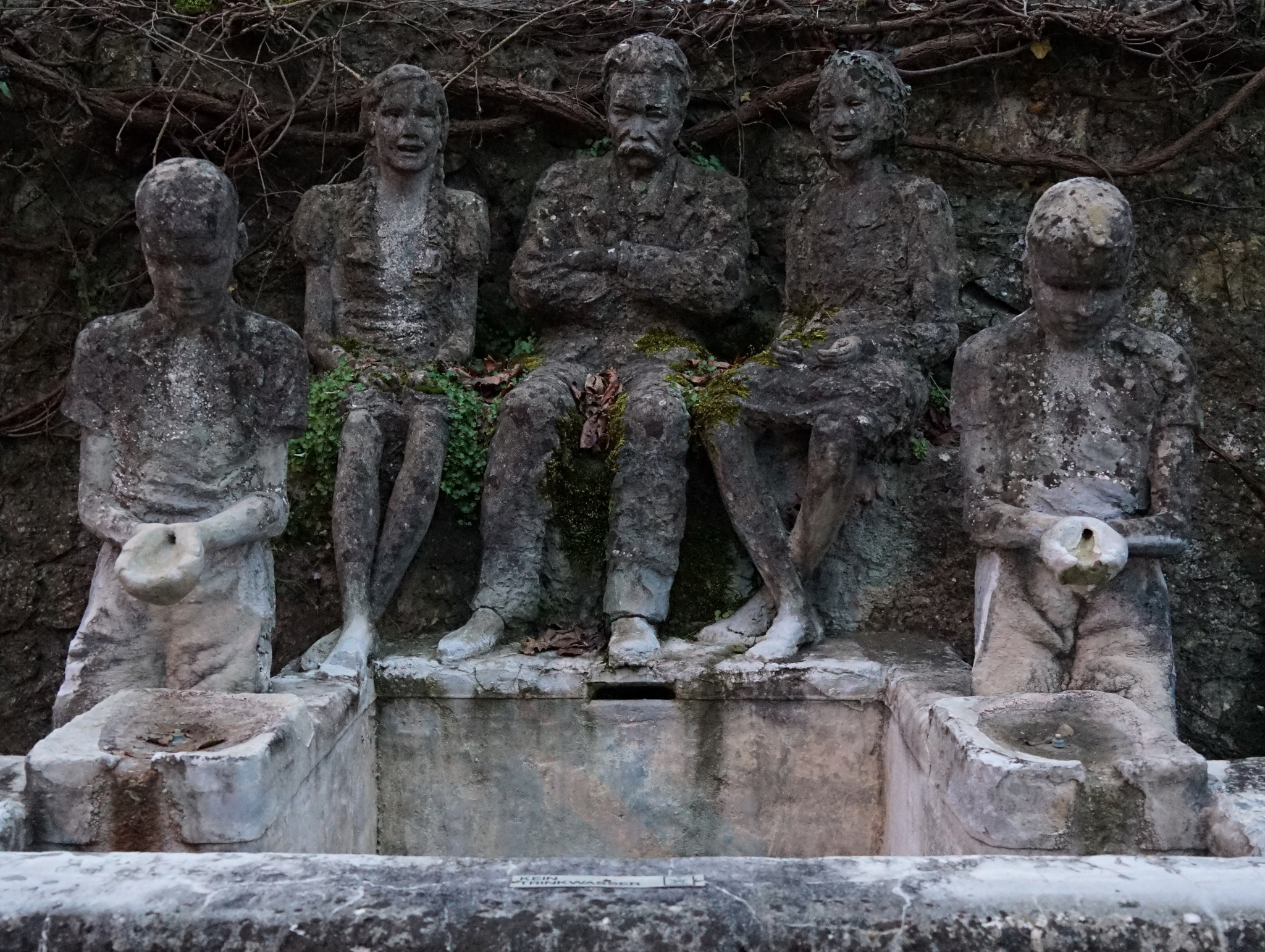
Der im Winter stillgelegte Brunnen (2023)

Der Hans-Huber-Brunnen ist ein Brunnen in Schönenwerd im Schweizer Kanton Solothurn. Er wurde Ende der 1930er Jahre errichtet und erinnert an den Komponisten Hans Huber.

## Lage
Der Figurenbrunnen steht vor dem Sälischulhaus an der Schmiedengasse. Dieses und das benachbarte Haus sind wie der Brunnen Kulturgüter von regionaler Bedeutung. Gegenüber steht ein Hochstud-Bauernhaus.

## Geschichte
Hans Huber wurde in Eppenberg geboren und wuchs Schönenwerd auf. Der Brunnen wurde von der Schönenwerder Bildhauerin Alice Streit (1904–1981) Ende der 1930er Jahre geschaffen. Das Denkmal ist im Schweizerischen Inventar der Kulturgüter von regionaler Bedeutung (Kategorie B) eingetragen.

## Beschreibung
Die Brunnenfiguren stellen den Komponisten und vier Kinder dar. Huber sitzt, flankiert von zwei Mädchen, hinter dem Brunnentrog. Zwei Jungen knien vor der Dreiergruppe. Sie halten ihre Hände zusammen, über die das Wasser in zwei Auffangbecken läuft. Von diesen gelang es in den Brunnentrog. Die Figuren sind durch Pflanzenbewuchs geschädigt und zeigen Risse.

## Belege
1. 1 2  Solothurner Zeitung: Zwei Denkmäler erinnern an einen fast vergessenen Meister der Tonkunst. (abgerufen am 10. Februar 2023)
2. ↑  Kantonsliste A- und B-Objekte Kanton SO. Schweizerisches Kulturgüterschutzinventar mit Objekten von nationaler (A-Objekte) und regionaler (B-Objekte) Bedeutung. In: Bundesamt für Bevölkerungsschutz BABS – Fachbereich Kulturgüterschutz, 1. Januar 2024, S. 9,  abgerufen am 7. Februar 2023. (PDF; 303 kB, 9, Revision KGS-Inventar 2021 (Stand: 1. Januar 2023)).
3. ↑  KGS-Nr.: 11230

Koordinaten: 47° 22′ 17,2″ N, 8° 0′ 21″ O; CH1903: 642841 / 246890